# Zwartvoorhoofdtangare
De zwartvoorhoofdtangare (Bangsia flavovirens) is een zangvogel uit de familie Tangaren.

## Verspreiding en leefgebied
Deze soort komt voor in de vochtige westelijke Andes van Colombia en noordwestelijk Ecuador.